# Pelodiaetodes
Pelodiaetodes is een geslacht van kevers uit de familie van de loopkevers (Carabidae). De wetenschappelijke naam van het geslacht is voor het eerst geldig gepubliceerd in 1980 door Moore.

## Soorten
Het geslacht Pelodiaetodes is monotypisch en omvat slechts de volgende soort:
- Pelodiaetodes prominens Moore, 1980